# 6999 Майтнер
6999 Майтнер (6999 Meitner) — астероїд головного поясу, відкритий 16 жовтня 1977 року.
Тіссеранів параметр щодо Юпітера — 3,593.